# Den åndssvage kærlighed
Den åndssvage kærlighed er en film instrueret af Mette Wismann.

## Handling
Dorte og Theodor er kærester og begge udviklingshæmmede. De har taget den store beslutning at gifte sig og flytte sammen. Brylluppet skal arrangeres, uventede problemer skal løses og Dorte skal forlade sit bofællesskab gennem 10 år, for at starte sin nye tilværelse med Theodor. I denne dokumentarfilm følger vi dem i tiden omkring brylluppet og flytningen.